# Kazimierz Marcinkiewicz
Kazimierz Marcinkiewicz (nacido el 20 de diciembre de 1959 en Gorzów Wielkopolski, Polonia) es un político polaco.
Fue primer ministro de Polonia entre el 31 de octubre de 2005, reemplazando a Marek Belka y el 14 de julio de 2006, cuando es reemplazado por Jarosław Kaczyński.